# Kili Holm
Kili Holm è una piccola isola tidale delle Orcadi, in Scozia, collegata ad Egilsay. Stranamente, proprio come per Eglisay, l'origine del nome potrebbe essere gaelica e non norrena: "Kili" proverrebbe da Cille, termine che indicava la cella di un monaco, (Egilsay deriverebbe da eaglais, ovvero chiesa). Questo indicherebbe un antico insediamento nella zona da parte dei Papar.

## Geografia e geologia
L'isola è costituita da arenaria rossa.
È separata da Egilsay dallo Smithy Sound, che si asciuga durante la bassa marea. L'estremo nord-est dell'isola è conosciuto come Point of Ridden, mentre quello nord-ovest come Point of Pitten. La parte ovest dell'isola è chiamata Marlow.